# Artibeus jamaicensis
El murciélago frugívoro de Jamaica (Artibeus jamaicensis) es un murciélago frugívoro nativo de América Central y Sur América. Sus características distintivas incluyen la ausencia de una cola externa y una membrana interfemoral corta en forma de U. El pelaje es gris marrón y tiene un suave olor a jabón y es levemente pálido en el lado de abajo. Las orejas son algo más puntiagudas que otros murciélagos relacionados. Este mide cerca de 9 cm de largo. Vive en bosques lluviosos, bosques caducifolios y bosques arbustivos. Este se refugia en troncos huecos, cuevas, en el follaje de los árboles pero también se ha encontrado en carpas construidas en hojas de Araceae y palmas.
Como todos los murciélagos neotropicales, este es nocturno. Se alimenta de frutas, entre las cuales incluye higos (Ficus), guarumos (Cecropia sp.), guayabas (Psidium guajava), papaya (Carica papaya) y bananos. En épocas en que estos son difíciles de conseguir también puede alimentarse de néctar, polen, hojas e insectos. Durante la noches puede volar entre 10 y 15 kilómetros en busca de árboles donde comer. Los frutos los toma con la boca y los lleva a un sitio de percha donde los come. Cuando los frutos contienen semillas grandes, estos no son comidos completamente, pero si tienen semillas pequeñas estas generalmente son consumidas con todo el fruto. Estas semillas generalmente son defecadas en poco tiempo, sin que hayan tenido tiempo de ser digeridas y por lo tanto tienen gran chance de germinar. Por lo tanto este murciélago contribuye a la dispersión de semillas y por lo tanto a la regeneración del bosque.
Durante la década de 1970, se llevó a cabo una extensa investigación sobre la ecología de este murciélago en las isla Barro Colorado (Panamá), una reserva natural administrada por el Instituto de Investigaciones Tropicales Smithsonian en Panamá. Más de 10.000 murciélagos de esta especie fueron capturados, marcados y medidos en el transcurso del Proyecto de Murciélagos de BCI ahora a cargo de la científica alemana Elisabeth Kalko. En altas latitudes la mayoría de hembras de esta especie sólo tienen una cría, mientras que en Panamá tiene dos al año. Este se reproduce entre febrero y julio. La esperanza de vida es de dos a tres años.